# Julián Pastor
Julián Pastor Llaneza (Ciutat de Mèxic, 18 d'octubre de 1943 - Ibídem, 24 d'agost de 2015) va ser un actor, director, argumentista, editor i escenògraf mexicà. Va desenvolupar una vasta carrera com a actor i director de cinema, teatre i televisió.

## Biografia
Va néixer en la Ciutat de Mèxic, fill d'exiliats espanyols de la guerra civil i net del líder miner asturià Manuel Llaneza (1879-1931). Va estudiar en l'Acadèmia Hispano Mexicana, i posteriorment va prendre classes de dibuix, pintura i art escenogràfic a l'escola de Robin Bond. Va estudiar arquitectura en la UNAM, però poc després la va abandonar per a dedicar-se a la seva veritable passió: el cinema i les arts visuals. Va estudiar un curs de cinema de la Universitat del Sud de Califòrnia, i també va estudiar actuació amb grans mestres com Seki Sano, Héctor Mendoza i Juan José Gurrola.
Va debutar com a actor professional en 1962 en la posada en escena Los poseídos, on també va treballar com a ajudant de l'escenògraf Roger Van Gunten. Va ser locutor de Radio UNAM en 1964 i aquest mateix any va debutar al cinema en la pel·lícula En este pueblo no hay ladrones, a la qual li sumen una extensa llista de pel·lícules entre les quals es troben: Patsy, mi amor, Los recuerdos del porvenir, La viuda blanca, Los perturbados, Aquellos años, Largo camino a Tijuana, Principio y fin, El coronel no tiene quien le escriba i La virgen de la lujuria, entre moltes altres. A Espanya va actuar al costat de Lola Flores a Una señora estupenda (1967) i a Puerto Rico a La gran fiesta (1985).
Com a director va debutar en 1970 amb la pel·lícula La justicia tiene doce años. La seva trajectòria com a director és igualment extensa, ja que inclou cintes com: La venida del rey Olmos, El esperado amor desesperado, La Casta Divina, Esas ruinas que ves, El héroe desconocido, El retrato de Anabella, Las buenas costumbres i El tesoro de Clotilde. Va ser nominat al Premi Ariel a la millor direcció pel seu treball a Los pequeños privilegios i Morir de madrugada.
Va escriure els arguments originals de pel·lícules com La venida del rey Olmos (per la que va ser nominat al Premi Ariel al millor guió original); Nuevas opciones, Los pequeños privilegios, El vuelo de la cigüeña i Una mujer con oficio.
També incursionó en l'activitat sindical i autoral: Va ser fundador i Secretari General del Sindicat Gremial de Directors de Cinema (Secció de Directors del S.T.P.C.) de 1986 a 1999. Va ser així mateix Vocal Secretari la hi Societat Mexicana d'Autors d'Obres Audiovisuals de 1990 a 2005.
En televisió va destacar tant en actuació com en direcció, va dirigir les telenovel·les Ardiente secreto (adaptació de Jane Eyre de Charlotte Brontë) , Marisol i Bajo la misma piel. A España va dirigir El secreto (2001) per RTVE i Europroducciones i El pasado es mañana (2005) per Starline i Telecinco. va destacar com a actor a les telenovel·les El amor tiene cara de mujer, Retrato de familia, Gente bien i Nunca te olvidaré.
Al teatre va treballar com a actor a Los poseídos (1962) de Dostoyevsky), Bajo el bosque blanco de Dylan Thomas (1967), Los Asesinos Ciegos d'Héctor Mendoza amb direcció de Julio Castillo (1968), El balcón de Jean Genet amb direcció de Georges Lavaudant (1986), El Gesticulador (2010), La muerte de un viajante (2012), La extinción de los dinosaurios (2013), El último encuentro de Sándor Márai (2015) etc.
Com a director de teatre va muntar Lou Andreas Salomé (1984), Raptóla, violóla y matóla (Alejandro Licona) (1988), Qué comedias que adivinas (de Carballido, Argüelles, H. Azar, A. Licona, J. Patiño) (1989), Los presuntos culpables (Malú Huacuja del Toro) (1995) Sin tetas no hay paraíso (2011), El Club de la mano amiga (2013), El último encuentro (2015), entre altras. Va escriure el llibret de l'espectacle de cabaret Veladas literario musicales i el va dirigir de 1978 a 1995, temps durant el qual es va representar en el Bar Guau de la Ciutat de Mèxic.
Va morir el 24 d'agost de 2015 als 71 anys, segons va anunciar la Sociedad Mexicana de Directores Realizadores.

## Filmografia

### Pel·lícules
- Familia Gang (2013) ....Chico
- El efecto tequila (2010) .... Raymundo
- Arráncame la vida (2008) .... General de arresto
- Lola, la película (2006) ....Director de cine
- La virgen de la lujuria (2001) .... Don Lázaro
- En un claroscuro de la luna (1999) .... Finquero #2
- El coronel no tiene quien le escriba (1999) .... Lugones
- Un baúl lleno de miedo (1997) .... Esteban Estévez
- Principio y fin (1993) .... Luján
- Extraños caminos (1993)
- La tarea prohibida (1992)
- Bandidos (1991)
- Mujer de cabaret (1991)
- Largo camino a Tijuana (1991)
- La sombra del ciprés es alargada (1990)
- Revenja (1990) .... Quiñones
- Herencia maldita (1987)
- La Gran Fiesta (1986) .... Don Antonio Jiménez
- Adriana del Río, actriz (1979)
- Cadena perpetua (1979)
- El lugar sin límites (1978)
- Vacaciones misteriosas (1977)
- Maten al león (1977)
- Más negro que la noche (1975) .... Pedro
- Un amor extraño (1975)
- Peregrina (1974)
- El hombre y la bestia (1973) .... Inspector Blanco
- Aquellos años (1973) .... González Ortega
- Los ángeles de la tarde (1972)
- Los perturbados (1972) .... (segment "La Obsesión")
- El jardín de la Tía Isabel (1972) .... Sacerdote
- El juicio de los hijos (1971)
- Para servir a usted (1970)
- La viuda blanca (1970) .... Gustavo Castelar
- FFlor de durazno (1970)
- Matrimonio y sexo (1970)
- Tres noches de locura (1970) .... (segment "Lucía")
- Almohada para tres (1969)
- Siempre hay una primera vez (1969) .... (segment "Gloria")
- Las impuras (1969)
- Primera comunión (1969)
- Santa (1969)
- Lauro Puñales (1969) .... Carlos
- Los adolescentes (1968)
- Ensayo de una noche de bodas (1968)
- Muchachas, muchachas, muchachas (1968)
- Los recuerdos del porvenir (1968)
- Patsy, mi amor (1968) .... Freddy
- Arrullo de Dios (1967)
- La muerte es puntual (1967)
- El mundo loco de los jóvenes (1966)
- Una señora estupenda (1966) .... Juan
- Sólo para ti (1966) .... Carlos González
- En este pueblo no hay ladrones (1964)

### Telenovel·les
- La ruta blanca (2012) ....Pedro Zamora
- Salomé (2001) .... Lic. Arango
- Nunca te olvidaré (1999) .... Don Antonio Uribe
- Gente bien (1997) .... Dr. Adolfo Klein
- Retrato de familia (1995) .... Agustín Preciado
- El amor tiene cara de mujer (1971) .... Emilio Suárez
- No creo en los hombres (1969)
- Amor en el desierto (1967) .... Ben Alí
- Rocambole (1967)
- Frontera (1967) .... Fredy
- Valeria (1965)

## Com a director

### Pel·lícules
- El tesoro de Clotilde (1993)
- Las delicias del matrimonio (1993)
- Mujer de cabaret (1991)
- Las buenas costumbres (1990)
- Cómodas mensualidades (1990)
- Carta de un sobrino (1987)
- Los fantasmas que aman demasiado (1987)
- Macho y hembras (1987)
- Pasa en las mejores familias (1987)
- Chiquita pero picosa (1986)
- Orinoco (1986)
- El héroe desconocido (1981)
- Morir de madrugada (1980)
- El vuelo de la cigüeña (1979)
- Estas ruinas que ves (1978)
- Los pequeños privilegios (1978)
- La Casta divina (1977)
- El esperado amor desesperado (1976)
- Embajada al Caribe (1975)
- Nuevas opciones (1975)
- La venida del rey Olmos (1975)
- Exposición: En México la mejor inversión (1974)
- Memoria de una exposición (1974)
- Mujeres de México (1974)
- La justicia tiene doce años (1973)

### Telenovel·les
- El pasado es mañana (2005)
- Bajo la misma piel (2003)
- El secreto (2001)
- Siempre te amare (2000)
- Tres mujeres (1999)
- Nunca te olvidare (1999)
- Marisol (1996)
- Ardiente secreto (1978)
- El que sabe, sabe (1981)

## Recononeixements
- 1977, Primer premi a "La Casta Divina" al Festival Internacional de Panamà.
- 1981, Gran Premi Coral a "Los Pequeños privilegios" al II Festival Internacional del Nou Cinema Llatinoamericà de l'Havana, Cuba.

### Premis Ariel
| Any  | Categoria                | Pel·lícula               | Resultat |
| ---- | ------------------------ | ------------------------ | -------- |
| 1981 | Millor director          | Morir de madrugada       | Nominat  |
| 1981 | Millor pel·lícula        | Morir de madrugada       | Nominat  |
| 1978 | Millor director          | Los pequeños privilegios | Nominat  |
| 1978 | Millor pel·lícula        | Los pequeños privilegios | Nominat  |
| 1975 | Millor argument original | La venida del rey Olmos  | Nominat  |